# Барановка (Тверская область)
Барановка (карел. Boruaniha) — деревня в Лихославльском районе Тверской области.

## География
Деревня находится на полпути между Лихославлем и Калашниково. В деревне платформа Барановка на главном ходу Октябрьской железной дороги. Рядом деревни Соколово и Бархатиха.

## Население
| 1859 | 2002 | 2010 |
| ---- | ---- | ---- |
| 42   | ↗364 | ↗379 |

## Власть
Деревня в административном плане центр Барановского сельского поселения Лихославльского района
Тверской области.